# Josef Gartner
Josef Gartner (auch Joseph Gärtner, * 29. August 1796 in Tachau, Böhmen; † 30. Mai 1863 in Prag) war ein böhmischer Orgelbauer.

## Leben und Werk
Josef Gartner wurde 1825 Hoforgel- und Pianomacher der K.u.K. Monarchie. Er wirkte vor allem in Prag, wo sich viele seiner Orgeln und diejenigen seiner Vorfahren befinden. Sein Urgroßvater Anton Gartner (1708–1771) war der Erbauer der großen Orgel im Veitsdom. Ab 1830 war Gartner Dozent für Orgelbau an der Hochschule in Prag.

## Werke
- Kurze Belehrung über die innere Einrichtung der Orgeln und die Art, selbe in gutem Zustande zu erhalten. Prag 1832. (Nachdruck: (= Documenta organologica. Band 8). Merseburger, Kassel 2020, ISBN 978-3-87537-219-0)